# 1346 en santé et médecine
| Années de la santé et de la médecine : 1343 - 1344 - 1345 - 1346 - 1347 - 1348 - 1349    |
| Décennies de la santé et de la médecine : 1310 - 1320 - 1330 - 1340 - 1350 - 1360 - 1370 |

Cet article présente les faits marquants de l'année 1346 en santé et médecine.

## Événements
- 18 juillet : fondation de l'hospice des enfants abandonnés (Ospizio degli esposti), à Venise[1].
- Premier foyer de l'épidémie qui affectera tout le pourtour de la Méditerranée et l'ensemble de l'Europe jusqu'en 1353, quand les Mongols de la Horde d'or transmettent aux Génois, au siège de Caffa, en Crimée, la peste bubonique rapportée de Chine[2].
- Les chirurgiens de la confrérie de Saint-Côme, à Paris, se déclarent élèves de la faculté[3].
- Fondation de l'hôpital Saint-Jacques de Rodez[4].
- Fondation de la maison-Dieu et aumônerie Saint-Jacques à Angers, par Guillaume de la Porte[5].
- Floruit à la cour de France, Thomas Ogier[6], chirurgien, l'un des huit médecins attachés au roi Philippe VI de Valois entre 1333 et 1360 et dont la trace ait été conservée[7].
- 1344-1346 : fondation et construction, par l'infant Pedro (es) et selon le vœu de sa mère, Blanche d'Anjou, de l'hospice qui a donné son nom à la ville de l'Hospitalet de l'Infant en Catalogne[8].

## Naissance
- 1345-1346 : Ugolino da Montecatini (mort en 1425), médecin italien, professeur à Florence, praticien à Pesaro, Lucques et Pérouse, auteur du Tractatus de balneis (1419-1420), important traité d'hydrothérapie thermale[9].